# Sceptonia costata
Sceptonia costata är en tvåvingeart som först beskrevs av Frederik Maurits van der Wulp 1859.  Sceptonia costata ingår i släktet Sceptonia, och familjen svampmyggor. Arten är reproducerande i Sverige.